# Crambus multiradiellus
Crambus multiradiellus là một loài bướm đêm trong họ Crambidae.